# Arado Ar 64
El Arado Ar 64 era un caza biplano monoplaza, desarrollado a finales de los años 20. Es uno de los primeros cazas producidos cuando Alemania abandonó las restricciones del Tratado de Versalles y comenzó su rearme.

## Diseño y desarrollo
El Ar 64 era un derivado de los anteriores prototipos únicos de cazas biplanos Arado SD II y SD III proyectados por el diseñador aeronautico Walter Rethel y, basado en el requisito del Reichswehrministerium (Ministerio de Guerra del Reich) para un sucesor del caza Fokker D.XIII que operaba desde 1922 en la escuela de vuelo clandestina Wivupal,- el acrónimo del nombre en alemán de la  base -  que el Reichswehr desde 1926, con la colaboración de la fuerza aérea soviética utilizaba a 460 km al sur de Moscú en Lipezk eludiendo las prohibiciones del Tratado de Versalles .  La base permitió la colaboración técnica de las dos potencias cuyas derrotas separadas en la Primera Guerra Mundial las dejaron aisladas en la Europa de la posguerra. Esta actividad dentro de la URSS se llevó a cabo lejos de los vigilantes ojos de los vencedores. 
El Ar 64 mantenía la construcción mixta de los modelos anteriores, un fuselaje de tubo de acero revestido de tela y alas de madera.
El prototipo Ar 64a estaba propulsado por el motor radial Siemens Jupiter IV de 530 hp que movía una hélice de madera de cuatro palas.
Unas veinte unidades del Ar 64 formaron parte del equipo de la Deutsche Verkehrsfliegerschule DVS, en Schleißheim . En realidad una tapadera del programa de entrenamiento secreto de pilotos militares para la futura Luftwaffe, que oficialmente funcionaba como academia de vuelo civil y deportivo. Su plan de estudios también incluía "viajes al extranjero".
Después de la llegada al poder del Partido Nacionalsocialista Obrero Alemán (NSDAP), las actividades de entrenamiento perdieron gradualmente su connotación de ""fachada" y se materializaron en sus intenciones iniciales con el establecimiento de las escuelas de vuelo militares de la Luftwaffe. La carrera operativa del modelo terminó con algunos especímenes, ya utilizados en el DVS, asignados a las Jagdfliegerschule Schleißheim, el Jagdstaffeln del Fliegergruppe Doberitz y el Fliegergruppe Damm.

## Variantes
Datos:Enciclopedia Ilustrada de la Aviación Vol.2 pág. 259-60, Editorial Delta, Barcelona 1982 ISBN 84-85822-36-6
Ar 64a
Prototipo, propulsado por un motor radial de 9 cilindros Siemens & Halske Jupiter IV de 530 hp (390 kW). Hélice de madera de cuatro palas - en realidad dos unidades bipalas interconectadas - Primer vuelo en 1930. Uno construido
Ar 64b
Versión propulsada por un motor lineal de 12 cilindros BMW VI 6.3 de 621–651 hp que aunque, no fue adoptado para los aviones de serie, pasarían a equipar la versión Arado Ar 65 . Primer vuelo en 1931. Dos prototipos construidos.
Ar 64c
Propulsado por un motor radial Siemens & Halske Jupiter IV de 530 hp (390 kW) con cambios estructurales menores. Sus problemas con el manejo fueron corregidas y aplicadas en el Ar 64d. Un prototipo.
Ar 64d
Versión inicial de serie. Rediseñado con un incremento del área de timón y la deriva y con un tren de aterrizaje modificado. Propulsado por un motor radial Júpiter VI. Un total de 20 unidades construidas.
Ar 64e
Versión final similar al Ar 64d excepto en su hélice bipala, y armado, como las anteriores variantes, con dos ametralladoras cal. 7,92 mm.

## Operadores
- Reichswehr
- Luftwaffe

## Especificaciones técnicas (Ar 64d)
Referencia datos: 

### Características generales
- Tripulación: 1
- Longitud: 8,43 m
- Envergadura: 9,90 m
- Peso vacío: 1210 kg
- Peso máximo al despegue: 1680 kg
- Planta motriz: radial de nueve cilindros en estrella simple Siemens & Halske Jupiter IV.
  - Potencia: 390 kW (538 HP; 530 CV) cada uno.
- Hélices: 1× Cuatro palas de madera de paso fijo por motor.

### Rendimiento
- Velocidad nunca excedida (Vne): 250 km/h a 5000 m

### Armamento
- Ametralladoras: 2× MG 17 cal. 7,92 mm